# The Boy (pel·lícula de 2015)
The Boy és una pel·lícula de terror estatunidenca del 2015 dirigida per Craig Macneill, escrita per Macneill i Clay McLeod Chapman, i protagonitzada per Jared Breeze, David Morse i Rainn Wilson. Està basat en un curtmetratge de Macneill i Chapman, Henley, que al seu torn va estar vagament inspirat en una novel·la escrita per Chapman, Miss Corpus. Breeze interpreta el nen titular, un assassí en sèrie en formació.

## Argument
Ted, un nen de nou anys, viu amb el seu pare John al motel de la família, en ruïnes, a Colorado. La mare de Ted els ha deixat; més tard, va córrer cap a Florida amb un dels hostes del motel. John és bàsicament un home de bon cor i un pare afectuós; però es retira de les seves responsabilitats cap a l'alcoholisme i pràcticament deixa el seu fill a la seva voluntat. Ted fa algunes tasques al motel, cuida les gallines de la família i juga amb el seu conillet. Ha desenvolupat una afició morbosa de recollir animals que han mort a la carretera fora del motel. El seu pare li paga per cada mort que troba, i Ted estalvia els diners en una llauna que amaga sota el seu llit. També posa menjar a la carretera amb l'esperança d'atreure els animals.
Un dia en Ted veu un cérvol a la propietat i llença el contingut de dues bosses d'escombraries a la carretera, amb l'esperança que atragui el cérvol. El seu pla funciona i més tard el cérvol és atropellat per un cotxe, però el cotxe xoca i el conductor queda ferit lleu. Es queda al motel per recuperar-se i el seu vehicle és remolcat fins a un dipòsit de ferralla proper. La policia interroga el conductor, William Colby, sobre l'accident, però és sec i poc cooperatiu amb ells.
Ted observa com el seu pare dispara al cérvol ferit, que John porta de tornada al motel per la carn. En Ted està fascinat mentre el seu pare esbudella l'animal i li regala les banyes al nen com a record. Ted transforma les banyes en una mena de casc.
Una parella amb un fill petit es registra al motel. Ted escorcolla el seu cotxe i troba un ganivet, que confisca. També desactiva el vehicle perquè no arrenqui l'endemà. Ted fa una mena d'amistat amb el fill i també s'enfila a l'habitació de la família a la nit per veure'ls dormir. Quan la família finalment va sortir, en John va dir a William Colby que en Ted de vegades s'aferrava molt als hostes del motel, fins i tot s'amagava al maleter del cotxe d'una família, amb l'esperança que pogués marxar amb ells.
William demana a Ted que el condueixi a la ferralla, perquè pugui recuperar objectes del seu cotxe. Entre aquests hi ha una petita caixa de cartró. En Ted entra furtivament a l'habitació del William i roba el contingut de la caixa: una bossa que conté pols. L'amaga en un dels vehicles de la ferralla. Mentre allà, veu un gran forat profund a terra amb maquinària descartada i rovellada al fons; tapa el forat amb una lona i intenta, sense èxit, que un gos corri per la lona.
Mentrestant, la policia local ha estat vigilant en William, a qui han descobert com a sospitós de la recent mort de la seva dona. La parella havia estat executant estafes d'assegurances, que implicaven un incendi domèstic, i la dona de William va morir en un incendi a la casa.
William descobreix que el contingut de la caixa ha estat robat i s'adona que devia ser en Ted. La "pols" eren en realitat les cendres de la dona morta de William. Ted es veu obligat per William a revelar l'amagatall de les cendres, al dipòsit de ferralla. Però fuig amb la bossa, i quan William el persegueix cau al forat cobert de lona. Ted el deixa allà, ferit i indefens.
Quan en Ted revisa la seva llauna de diners, la troba buida. S'enfronta amb ràbia al seu pare, que admet que s'ha endut els diners, ja que li falta molt diners. Enfurismat, en Ted va al galliner i mata una de les gallines.
John va llogar les habitacions del motel restants a un grup d'estudiants durant la setmana del ball. L’intimiden perquè els doni una tarifa reduïda. Mentre els estudiants fan festa fora, en Ted mira per una finestra i veu una noia inconscient al llit. Entra a l'habitació i durant un minut o dos manté la boca i el nas de la noia tancats. El seu xicot temperat torna i acusa en Ted d'intentar palpar la noia. Arrossega el nen fora i el pega salvatgement. Els estudiants es retiren a les habitacions, deixant el nen ferit a terra.
En Ted s'arrossega cap a casa al seu pare i li explica el que ha passat. En John inicialment es mostra simpàtic, però després s'enfada i diu que és culpa del nen per “no deixar sols els convidats”, tal com li havien dit que fes.
Més tard, quan tothom s'ha desmaiat en un estupor borratxo (inclòs John), en Ted tanca les portes des de fora, esquitxa gasolina per tot arreu i incendia el motel. Portat el seu casc de banyes, es posa enrere per veure el foc i escoltar els crits dels estudiants atrapats.
Els bombers finalment van apagar el foc, però el motel està completament enderrocat i tothom ha mort, inclòs John. La policia assenyala que William Colby no ha estat vist recentment i conclou que va iniciar el foc. Quan li pregunten a Ted si té alguna altra família, els diu que té una mare a Florida.

## Repartiment
- Jared Breeze com a Ted Henley
- David Morse com a John Henley
- Rainn Wilson com a William Colby
- Bill Sage com el xèrif
- Mike Vogel com a pare
- Zuleikha Robinson com a mare
- Aiden Lovekamp com a Ben
- David Valencia com a Marcus

## Temes
El coguionista i director de cinema Craig William Macneill va dir que els temes de la pel·lícula inclouen "la perillosa barreja d'aïllament, negligència i joventut", i que el públic hauria de prendre de la seva pel·lícula un major interès pel benestar dels nens veïns.

## Producció
La història té la seva gènesi en un llibre escrit per Clay McLeod Chapman, Miss Corpus. Chapman va dir que poca gent l'havia llegit excepte Macneill. Aficionat a un capítol en particular, Macneill va suggerir que l'ampliessin a un curtmetratge, que finalment es va projectar al Festival de Cinema de Sundance. SpectreVision es va interessar pel curt, i es va ampliar per la llargada de la funció. Es preveu una trilogia completa en la qual s'examinarà el progrés del personatge principal als 9, 13 i 18 anys. La trilogia no es basa en el llibre i és material original.  Macneill espera que les pel·lícules s'estrenin en una successió ràpida.  El rodatge va començar el 17 de febrer de 2014 a Medellín, Colòmbia. Colòmbia va ser escollida a causa de els seus incentius fiscals i el fet que es podien permetre el luxe de construir el seu propi conjunt, cosa que no és possible als Estats Units pel seu pressupost. Va trigar sis setmanes a construir-se. Es va anunciar que el compositor Hauschka s'havia unit a la tripulació l'abril de 2014.

## Estrena
The Boy es va projectar al South by Southwest el 14 de març de 2015. Va rebre un llançament limitat per part de Chiller Films el 14 d'agost de 2015.

## Recepció
Rotten Tomatoes, un agregador de ressenyes, informa que el 61% dels 18 crítics enquestats li van donar una ressenya positiva amb una valoració mitjana de 5,6/10, mentre que Metacritic la va puntuar 45/100 basat en les ressenyes de vuit crítics. Eric Kohn d'IndieWire, va escriure que la pel·lícula "manté una sensació de por atmosfèrica", encara que el seu "to constantment greu de vegades amenaça d'ofegar l'impuls dramàtic", mentre que Schmidlin va considerar que la pel·lícula té parts "extremadament efectives", però juga amb estereotips negatius de drames psicològics de "combustió lenta". Aquests sentiments es van fer ressò per Ain't It Cool News que va elogiar el seu "to fosc i melancòlic", i per Dennis Harvey de Variety que va escriure que la pel·lícula semblava "interminable i avorrida".
Sobre el director de la pel·lícula, Craig Macneill, Carson Lund de Slant Magazine va escriure: "Encara que el seu talent inclina la balança cap a l'exageració, Macneill té un domini per a la composició i el ritme que desmenteix el seu petit resum, i un no pot deixar de sentir-se nerviós per l'actuació implacable de cérvol als fars de Breeze com el sociòpata Ted." Samuel Zimmerman de Shock Till You Drop va elogiar la moderació de Macneill i va assenyalar que el seu "desinterès per fer un slasher tradicional, i molt menys un icònic, finalment acaba amb una de les iteracions contemporànies més memorables." Marjorie Baumgarten de The Austin Chronicle també ho va trobar "més mesurat que el personatge de nen-dimoni habitual". Dominick Suzanne-Mayer de Consequence of Sound va quedar impressionat per l'actuació i va escriure: "Si la pel·lícula en si s'enfila una mica massa fàcilment a la banalitat de la qual està narrant de vegades, The Boy se sosté per les actuacions mesurades del grapat d'ànimes capricioses en el seu món escàs i desolador."
Drew Tinnin de Dread Central i Anton Bitel de Sight and Sound van creure que la pel·lícula recompensava la visualització pacient. Tinnin va escriure que "El començament lent (i potser una mica del mig) val la pena, però, amb una conclusió que és impactant fins i tot després de veure què ha fet en Ted", mentre que Bitel va trobar que era "una crema lenta que construeix i construeix fins a la seva conflagració climàtica". Bitel també la va comparar amb Boyhood de Richard Linklater i va considerar que The Boy és unz "altra cara pertorbadora" de la pel·lícula de Linklater que aconsegueix crear un "retrat auster i esgarrifós dels marges abandonats d'Amèrica". Andy Webster del New York Times va quedar impressionat en general; va sentir que la pel·lícula va funcionar malgrat les seves deficiències dramàtiques, i la va qualificar de "una pel·lícula sorprenent de contemplar" tot i trobar-la "una mica poc persuasiu en la narrativa". Tanmateix, Frank Scheck de The Hollywood Reporter va tenir una visió oposada i va escriure: "Tot i que és admirable que el director Macneill i el seu coguionista Clay McLeod Chapman van optar per emfatitzar l'estat d'ànim i la psicologia per sobre dels elements més explotables de la història, tanmateix resulta en un tedi apagat que no es veu ajudat pel temps d'execució massa llarg."
Ken W. Hanley de Fangoria va incloure The Boy com una de les seves deu millors pel·lícules de terror del 2015 i també va rebre dues nominacions als Fangoria Chainsaw Award en les categories de millor actor secundari i millor banda sonora. Zack Sharf i Emily Buder d'Indiewire va seleccionar la pel·lícula com una de les seves "13 pel·lícules estrangeres i índies més criminalment ignorades del 2015", mentre que HitFix ho va incloure al seu llista de "14 grans pel·lícules sota el radar del 2015".